# Acheilognathus signifer
Acheilognathus signifer är en fiskart som beskrevs av Berg, 1907. Acheilognathus signifer ingår i släktet Acheilognathus och familjen karpfiskar. Inga underarter finns listade i Catalogue of Life.